# Waldemar Eggert
Waldemar Eggert – polski duchowny metodystyczny, pastor zborów ewangelicko-metodystycznych w Ostródzie, Łukcie i Słoneczniku, członek Rady Kościoła Ewangelicko-Metodystycznego w RP oraz rady superintendentów. 
W 2013 podczas 92 Dorocznej Konferencji (Synodu) Kościoła Ewangelicko-Metodystycznego w RP został wybrany  członkiem Rady Kościoła Ewangelicko-Metodystycznego w RP oraz superintendentem okręgu (diecezji) mazurskiego Kościoła, zostając jednocześnie członkiem rady superintendentów.
Jest żonaty z Urszulą Eggert, mają syna Adriana i córkę Samantę. Ich drugi syn Mateusz zmarł w 2015.